# Macrocneme
Macrocneme is een geslacht van vlinders van de familie spinneruilen (Erebidae), uit de onderfamilie Arctiinae.

## Soorten
- M. adonis Druce, 1884
- M. albiventer Dognin, 1923
- M. aurifera Hampson, 1914
- M. caerulescens Dognin, 1906
- M. cinyras Schaus, 1889
- M. cupreipennis Walker, 1856
- M. cyanea Butler, 1876
- M. chrysitis Guérin-Meneville, 1843
- M. euphrasia Schaus, 1924
- M. guyanensis Dognin, 1911
- M. immanis Hampson, 1898
- M. lades Cramer, 1776
- M. leucostigma Perty, 1834
- M. maja Fabricius, 1787
- M. semiviridis Druce, 1910
- M. spinivalva Fleming, 1957
- M. thyra Möschler, 1883
- M. thyridia Hampson, 1898
- M. verdivittata Klages, 1906
- M. vidua Bryk, 1953
- M. viridis Druce, 1883
- M. yepezi Forster, 1949